# Liang Dejin
Liang Dejin (chiń. 梁德金; ur. 1 listopada 1960) – chiński zapaśnik w stylu wolnym. Dwukrotny olimpijczyk. Zajął ósme miejsce w Los Angeles 1984 i odpadł w eliminacjach turnieju w Seulu 1988. Startował w kategorii 52 kg.
Jedenasta pozycja na mistrzostwach świata w 1983. Brązowy medalista mistrzostw Azji w 1983 roku.